# Agnes Pihlava
Agnieszka "Agnes" Pihlava (de nacimiento en polaco: Agnieszka Ćwiklińska; nacida el 19 de marzo de 1980 en Leszno, Polonia y actualmente viviendo en Hartola, Finlandia) es una cantante que debe su popularidad a su cuarta posición en el concurso Idols Finland 2, la versión finlandesa de Pop Idol.
Agnes incluye a Sonata Arctica, The Rasmus, Europe, y Whitesnake como sus principales influencias musicales.
El álbum debut When the Night Falls, fue publicado el 27 de septiembre de 2006. Tiene una gran influencia del hard rock de la década de 1980 que contiene canciones compuestas por Tomi "Mr. Lordi" Putaansuu de Lordi (Danger in Love), Joey Tempest de Europe (Change) y Tony Kakko de Sonata Arctica (Close the Gates).
El primer sencillo del álbum fue I Thought We Were Lovers, que se convirtió en un éxito de radio en agosto de 2006.

## Discografía

### Álbumes
- "Idols: Finalistit 2005"
- "When the Night Falls" (2006 - FIN #8)
- "Redemption (2009)"

### Sencillos
- "Haaveista totta" (2005)
- "I Thought We Were Lovers" (2006 - FIN #2)
- "Danger In Love" (2006) (Letras por Mr.Lordi de Lordi)